# Mastigodiaptomus
Mastigodiaptomus là một chi động vật giáp xác trong họ Diaptomidae. 

## Các loài
Chi này gồm các loài:
- Mastigodiaptomus albuquerquensis (Herrick, 1895) – México, Hoa Kỳ
- Mastigodiaptomus amatitlanensis (M. S. Wilson, 1941) – Guatemala [3]
- Mastigodiaptomus maya Suárez-Morales & Elías-Gutiérrez, 2000 – Campeche
- Mastigodiaptomus montezumae (Brehm, 1955) – central México [4]
- Mastigodiaptomus nesus Bowman, 1986 – đông nam México
- Mastigodiaptomus purpureus (Marsh, 1907) – Cuba, Haiti [5]
- Mastigodiaptomus reidae Suárez-Morales & Elías-Gutiérrez, 2000 – Campeche
- Mastigodiaptomus texensis M. S. Wilson, 1953 – Tamaulipas, Yucatán Peninsula